# Iławska Fama Rock Festival
Iławska Fama Rock Festival – festiwal muzyczny, odbywający się w Iławie w latach 1999-2016. Łącznie odbyło się 18 edycji festiwalu.
Organizatorami festiwalu było Iławskie Centrum Kultury wraz z Młodzieżową Radą Miasta Iława i Grupą Miłośników Muzyki Rockowej. Koncerty odbywały się w Amfiteatrze Miejskim im. L. Armstronga.
W pierwszych latach festiwal miał charakter przeglądu lokalnych zespołów rockowych, na kolejnych zaczęły się również zgłaszać grupy spoza tego regionu, dlatego powołano jury oceniające zgłoszenia. Przez kilka edycji organizowany był konkurs Battle of the Bands dla młodych zespołów, które nie miały podpisanego kontraktu płytowego. W późniejszych edycjach festiwal organizowany był przez dwa dni, a głównymi atrakcjami były występy polskich gwiazd, takich jak TSA, Kult, Hey, Vader, Coma, Armia, Lao Che, Illusion. Festiwal odwiedzali też goście z zagranicy, np. Diamond Head.
Ostatnia edycja festiwalu miała miejsce w 2016, w roku następnym impreza została zawieszona ze względu na wysokie koszty i spadającą frekwencję. W wypowiedziach z początku roku 2019 władze miasta zapowiadały reaktywację festiwalu na 2020.